# 최정원 (목회자)

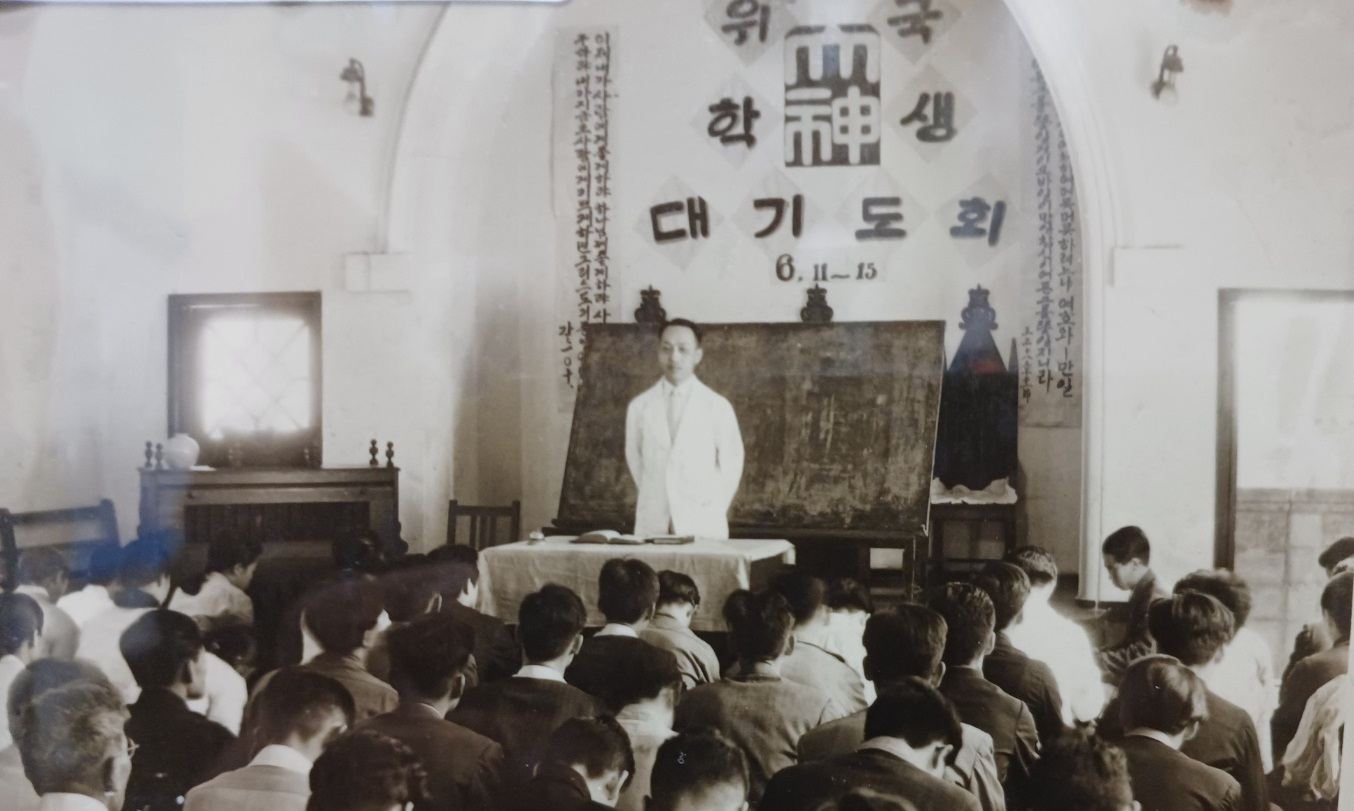
최정원 목사, 대구신학교

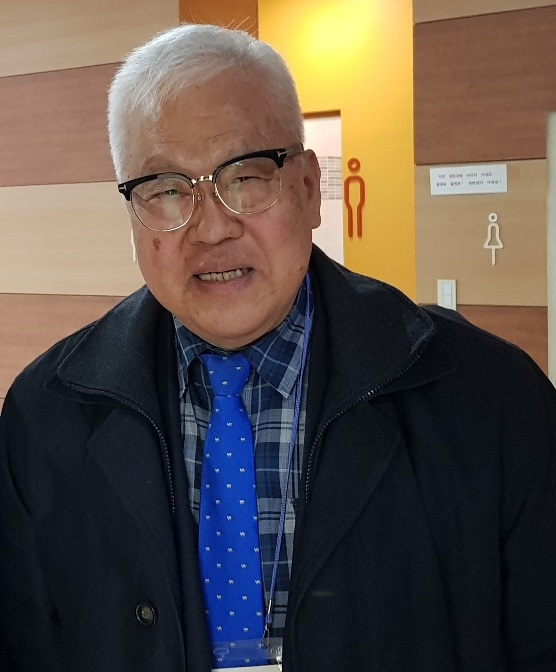
최정원 목사의 차남 최창호 목사 미국 웨스트민스터 신학교 한인동문회 모임, 횃불트리니티신학대학원대학교 2023년 12월 18일

최정원(崔正元, 음력 1912년 1월 19일 - 2010년 3월 26일)은 대한민국의 목회자이며 부흥사이며 신학교수였다. 그는 14세때 부터 집사로 대구 비산동교회를 개척하여 강단 사역을 시작하였다. 동양선교회 성서학원(통상 '경성성서학원'이라 칭하며 오늘의 서울신학대학교) 출신의 성결교 목사로 사역하여, 여러 교회를 개척하였고 현재 대신대학교의 전신인 대구신학교를 설립하였다.  한국교회와 한국의 수많은 목회자에게 영적감화력을 주었다고 평가한다. 막내 아들은 미국 웨스트민스터 신학교를 졸업한 최창호 목사이다. 손자는 미국  웨스트민스터 신학교를 졸업한 반석교회의 최사무엘 목사이다.

## 목회사역
최정원 목사는 부친 최공진과 모친 박옥지에게 태어났고 장성하여 손소출 사모와 결혼하여 자녀로 최진호, 최진숙, 최명자, 그리고 최창호 목사를 낳았다. 최창호 목사는 최해림, 최해신 그리고 최 사무엘 목사를 낳았다. 어릴적부터 성경을 통독하여 성경이 보여지게되었다고 한다. 이런 그의 성경적 지식과 신앙이 일찍 교회사역로 쓰임을 받게 되었고 일찍부터 교회의 목사로 부흥사로 한국교회에 알려지게 되었다. 1943년에는 대부분의 한국 기독교 교단들은 신사참배를 하였으나, 최정원 목사는 신사참배를 거부하고 대구에서 투옥되었으나 그를 재판하던 담당관들이 하나님의 은혜로 예수믿게되어 출옥했다.  출옥 후 이듬해인 1944년에는 만주 용정 등지에서 순회 부흥회를 인도하면서 1945년 8월에 조선이 일제로 부터 해방 후 격변기에는 교계 지도자들의 신사참배 문제로 혼란한 전국교계의 수습을 위해 노력하였으며 6.25전쟁 때에는 교계 전국 전시대책 위원장직을 맏기도 했다. 1952년 기독교대한 성결교단으로부터 독립을 선언하고 임마누엘 예수교 교단을 창설하여 1950년대 대구·경북 지역을 중심으로 공평동성결교회, 칠성동교회, 비산동교회, 봉산교회, 남덕교회, 동성교회, 포항중부교회 등 여러 교회가 설립되었고 후진 양성을 위해 현재 대신대학교의 전신인 대구신학교를 설립하였다.

## 생애와 사역
- 그 모친의 훌륭한 믿음[3]

꿈에 어느 천사가 두 죽순, 두 은 나팔, 두 책을 주면서 말하기를 장차 아들을 낳게 될 것과 그 아들이 죽순같이 살면서 두 책을 일생동안 나팔처럼 불다가 순교자처럼 죽을 것을 태몽으로 꾸심.
- 1912년 1월 19일(음력) 전남 고흥군 금산면 대흥리에서 부유한 가정의 유복자로 출생.

- 14세 때 집사직을 받고, 대구에서 생애 처음으로 『중동교회』를 설립.

- 1934년 22세 때 대구 상동에서 밤낮없이 기도하던 중 『가미노 카렌다(하나님의 카렌다)』가 나타난 계시 받음.

1945년에 일본은 망하고 우리나라가 8월에 해방될 것, 이후 전쟁으로 남북이 분단될 것. 그리고 금덩어리가 큰 용으로 바뀌는 것과 그 용이 지구를 감싸고 있는 것, 그리고 그 후 곧 지구가 폭파되는 계시를 하나님께서 보여주시고, 장차 이 세상은 돈이 지배하는 세상이 될 것이며 그 후 얼마 안 가서 세상이 사탄의 역사로 인해 폭파되고 멸망할 것을 알려주심.
2. 성결교단
- 경성 동양선교회 성서학원 간판을 보고 들어감.

순수하게 성경만 연구한다는 뜻을 좋게 여겨 함께 모임을 가짐. 이 모임이 후에 성결교단이 됨.
- 1935년(25세)

- 경성 무교동 교회, 독립문교회 등 당시 국내 성결교단에서 가장 큰 교회로 가라는 성결교 총회 권고를 사양하고 대구시 비산동 나환자촌이던 빈민굴로 들어가심. 거기서 『대구 비산동교회』 설립.
- 25세 때부터 신사 불 참배 선구자로서 전국에 유명해짐. 교회가 연합으로 모이면 언제나 사회를 맡고 국기 배례, 국민 서사, 동방 요배 없이 순수하게 예배를 인도함(일본 순사들의 감시가 심하므로 동방 요배를 하지 않을 수 없어서 다른 사람들은 사회를 맡지 않으려고 하는 때이었음)

- 1943년 5월 24일 (비산동교회 재임 시) 신사 불 참배로 투옥(32세 때 대구 달성동 312번지 사택에서 일본 순사에게 체포됨), 투옥 즉시 성결 단체는 문 닫기고 그 단체 교역자들 몇 명이 같이 투옥됨. 투옥 첫날, 홍시(紅柹)가 들어오는 날 풀려나실 것을 묵시로 알게 됨.
- 6개월 후(1943년 12월) 대구 감옥에서 사형 판결을 받았으나 재판하던 일본 판사들이 최정원 목사의 신앙 정신에 감동하여 그들도 기독교 신자가 됨으로써 풀려나심. 그들이 원하므로 집에 가지고 있던 책을 그들에게 모두 나누어 줌.
- 22세 때 받은 묵시의 때가 가까웠으므로, 풀려난 즉시 그해(1943년) 동포들이 살던 중국 연변지역으로 가심.

- 일본이 곧 망하고 북쪽은 공산진영이 될 것이므로 동포들이 속히 조국으로 들이가도록 권함.(도문, 왕청, 용정, 간도, 연길, 길림, 조양천, 명월구, 신경, 봉천) 그러나 아무도 듣지 않고, 오히려 용정에서 현지 조선인 목사들이 시기하여 일본 정부에 반역자로 고발함.
- 만주 봉천 『북문교회』에서 한국 보수신앙의 거두 박형룡 목사를 처음 만남. 또 이때 김창인 목사가 그 지역 정미소 서기 일을 하는 것을 보고 신학공부 할 것을 권고함. 후에 김창인 목사는 서울 중심가에 『충현교회』를 세움.
- 1944년 7월경(32세) 중국 연변지역 전도를 마치고 한국으로 나옴.
- 1945년 8월 해방 - 대구 형무소장이자 독실한 기독교 신자이던 “쓰와겐쇼”가 일본으로 돌아가기 전 신사참배 하지 않은 가장 훌륭한 목사를 찾다가 자기가 지은 『중문교회, 동문교회, 공평동 교회』, 자기 집, 논 50마지기를 보내옴.

- 『공평동 교회』만 목회하고 다른 것은 모두 다른 사람에게 줌, 그 외에도 신자들이 보내온 땅이 많음. 
- 이승만 박사가 함께 나라 재건에 동참하자고 수차 권했으나 신앙 운동에 전념하겠다는 뜻을 굽히지 않으므로 교회 운동하라고 대구 인근 대지 30만 평을 보냄. 그러나 받지 않음 - 현재 경북대학이 거기에 세워짐.
- 당시 내무부 장관이던 신현돈 박사가 땅을 희사함. 그곳에 현재 대구 『칠성동 교회』를 세움.
- 1945년 해방 후 성결 단체 대표지들의 부탁으로 인천 작약도에서 성결단체 9명을 모아 재건모임을 주도함. 한 달 후 서울 『아현성결교회』에서 다시 재건회의로 모여 참여한 모든 교역자들에게 신사 참배한 죄를 회개하도록 설교함으로 그들이 눈물로 회개함. 후에 종신 성결대학장으로 임명되심.

3. 임마누엘 예수교(한국총회)
- 1952년 4월 12일, 하나님의 지시로 대구 『봉산동 교회』, 성결교총회 마지막 날 홀로 독립을 선포.

교계가 여전히 너무 속화되어 함께 갈 수 없으므로 엘리야처럼 홀로 걸어가야 할 감동을 받음.
직접 세운 교회들을 놔두고 홀로 독립하였으나, 직접 세운 영호남 10여 교회들을 나중에 성결 단체에서 최정원 목사에게 다시 돌려줌. 이 교회들이 『임마누엘예수교』 명칭으로 현재까지 우리 단체 교회가 됨.
- 1952년 8월 13일, 목포역 앞에 『임마누엘예수교 목포제일교회』를 세우고(현재 목포 『로뎀나무교회』의 전신) “정재선 목사”를 담임목사로 위촉함.

4. 임마누엘 예수 그리스도(미주 총회)
- 1967년 7월 9일 밤 성 삼위께서 직접 나타나사 지시하심.

① “앞으로는 교회가 되지 않는 시대이니 네가 세운 단체를 후배들에게 맡기고 너 홀로 일하라.
② 네 모든 재산(현 시가로 적어도 1조원 넘음)을 후배들에게 맡기라 내가 네 경제 문제를 책임지겠다.”
⓷ 87세(1999년)에 “너를 부르겠다”(이 지시가 '세상에서 데려가신다'는 의미인지 아니면 그때 '다시 새로운 사명을 위해 부르신다'는 의미인지 알 수 없었으나, 이후 생명을 연장해 주시기를 계속 기도함.)
- 이 세 가지 지시를 받은 다음 날 직접 설립한 “임마누엘 예수” 단체를 제자 “박재식 목사”에게 맡기고 떠나 방 한 칸 셋집을 얻어 가족만 데리고 홀로 나옴.
- 그 즉시 전국에서 부흥회 초청이 쇄도하므로 한 주도 거르지 않고 약 2년간 전국 부흥회만 계속함.
- 1969년. 서울 장교여관에서 <성탄을 통해 본 하나님>을 집필 중 12월경 과거 춘천 부흥회에서 은혜받은 “진용상 변호사” 가정의 초청으로 그 댁에서 거함.

- 1974년, 미국 교회 관계자들이 교회를 설립해 달라고 초청함으로 미국으로 도미 후 다시 귀국

- 1976년, 미국으로 다시 건너가심 – “유정광 집사”와 함께 샌프란시스코에 교회 설립 1978년 동부로 갈 예정이던 중 샌프란시스코에 큰 지진이 일어날 묵시를 받음. 교회와 신자들이 두려워하므로 그냥 남겨둘 수 없어 워싱턴으로 갈 계획을 취소하고 샌프란시스코에 함께 머물며 기도.
- 1979년. 지진이 잠잠해지므로 샌프란시스코에서 미국 동부 워싱턴으로 이동.

- 시카고에 교회 설립 (이용삼 목사, 『헤브론교회, 가나안교회』)
- 미국 동부 매릴랜드 대학 안에 『유니버시티 한인교회』 설립(임마누엘 교단)
- 동부 콜롬비아 지역에 3백여 명 모이는 『베델교회』 설립(지금은 수천 명 모임) 그후 새로운 우리 단체 이름으로 교회를 세워야겠다는 계획으로 그 교회에서 나옴.
- 1980년 1월 6일. 땅끝까지 바른 복음운동을 해야겠다는 정신으로 미국 워싱턴 D.C에서 새로운 신앙운동을 시작하고 그 단체 이름을 하나님의 감동에 따라 “임마누엘 예수 그리스도교”로 명칭을 정하고 막내 아들 최창호 목사와 함께 미국 우리 단체 최초 교회인 『임마누엘 예수 그리스도교 레남교회』를 설립.

- 제자들의 신앙 운동은 앞으로 이 이름으로 할 것을 지시하고 국내외에서 교회를 인도함.
1983년경 볼티모어에 『디모니움 교회』 등 미국에 약 10개 교회를 세우며 인물 양성에 힘쓰고 교역자로 세움.
5. 마지막 복음 은총
- 1983년 한국으로 귀국 연세대 총장 “백낙준 박사” 호의로 서울 시청 앞 프레지던트 호텔 특실에 상당 기간 머무심.
- 1983년 12월 4일, 한국에서 교역자를 양성하기 위하여 서울 장충동 『대학문화원』 강당을 빌려 초 교파 성경 연구원 “연경회”를 시작. 매주 일요일 오후 초 교파로 성경을 강의하시기 시작.
- 1985년 2월 17일. 교회 설립하기를 거절하고 성경 강의만 하기를 원하였으나 연경원 모임에 참석하던 신자들의 계속되는 강권으로 그 장소에서 생애 마지막 교회인 『임마누엘 예수그리스도교 반석교회』를 설립.
- 1995년 1월 8일 서울시 강동구 성내동에 교회를 건축하고 반석교회를 이전함.
- 2010년 3월 26일(향년 99세) 서울아산병원에서 오전 3시경 노환으로 소천하심.

## 사역의 특징
총신대학교 정정숙 교수는 다음과 같이 정리 한다.
첫째, 임마누엘 연경원 사역입니다. 연경원이란 ‘성경을 연구하는 곳’으로 성경학교 또는 신학교입니다. 그가 경성신학교(오늘의 서울신학대학교) 부학장의 경력을 가졌고, 성경을 깊이 연구하고 잘 가르치는 사람으로 이름이 났습니다.
그가 가르치던 임마누엘 연경원은 정부의 법인 인가를 받은 단체입니다. 후에 이 인가를 합동 측 대구신학교(오늘의 대신대학교)가 이어받아 인가있는 학교로서의 바탕을 이루었습니다.
둘째, 인재 양성입니다. 많은 젊은이들이 최정원의 문하로 몰려들어 성경을 배웠습니다. 이들이 오늘날 대구와 경북 지방 합동 측 교회의 중심인물이 되었습니다.
대표적인 사람으로는 김덕신 목사(대구 동부교회, 총회장 역임), 미국의 홍의만 목사(미국 웨스트민스터신학교 근무), 장로로는 김추호(이 교단의 첫 장로, 대신대 이사장을 역임한 김신길 장로의 부친), 박기동, 우성기(서성로교회, 부총회장 역임), 정규만(서현교회) 등 막강한 인재들을 키워내었습니다.
셋째, 성경강해의 실시입니다. 최정원은 1983년 12월 4일, 서울 장충동의 대학문화원 강당을 빌려서 <연경회>를 시작했습니다. 그의 성경강해는 많은 목회자들과 성도들에게 큰 감화를 주었습니다. 주일 오후의 집회에는 타교회에서 5~6백 명이 모여 들었습니다

## 설교의 특징

### 1. 철저한 성경 중심
최정원 목사는 유년때부터 신동으로 알려진 영특함으로 일찌기 성경을 읽기 시작하여 청년 때까지 이미 적어도 신구약을 수천 번은 읽은 것으로 추정됩니다. 대구신학교에서 후배를 양성하고 가르칠 때의 일화를 어느 경험자가 말한 것을 들은 적이 있습니다. 교실에 들어온 최목사는 교탁에서 짐작컨대 거의 1초에 한 번 정도로 성경 책장만 계속 넘기고 있었다. 어느 학생이 목사님 뭐하고 계십니까 하고 물었더니 “성경본다” 하였습니다. 어떻게 그렇게 책장을 빨리 넘기면서 읽을 수 있는가 물었더니 성경을 많이 읽으면 책장만 넘겨도 거기 있는 내용이 훤히 보인다 하였다고 합니다. 소년 때는 성경 읽느라고 10년간은 밤에 잠을 잔 기억이 없다고 한 말을 들은적이 있습니다. 눈이 피곤하여 눈꺼풀이 닫히면 성냥개비로 눈꺼풀 사이에 끼고 성경을 읽었다고 합니다. 최정원 목사는 설교뿐만 아니라 일생 자체가 성경 그 자체라 해도 과언이 아닙니다. 그의 설교는 오직 성경을 조직적으로 쉽게 분해하고 성경의 신령한 깊은 뜻을 쉽게 풀어 설명하는 것이었습니다. 그러면서도 어려운 말을 사용하기보다 청중들이 누구나 알아듣기 쉽도록 평범한 말로 깊은 진리를 풀어나갑니다. 그리고 언제나 설교의 중심은 “말씀을 읽으라”입니다.

### 2. 철저한 회개 중심
유년시절 이야기를 쓴 것은 그의 철저한 회개를 소개하기 위함입니다. 어거스틴은 청년이 되어 회심하고 회개할 때, 그가 젖먹이 시절 어머니의 젖꼭지를 물자 어머니가 아파서 “아야!” 할 때 까르르 웃었던 일을 철저히 회개하였습니다. 어머니가 아파하는데 내가 웃다니! 하고 자기의 악한 본성을 슬퍼하였다고 합니다. 그리고 그는 성자가 되었습니다. 이와같이 최정원 목사의 유년시절과 소년시절 생활의 또 하나의 특징도 온전히 거룩을 향하여 전진하는 회개하는 생활이었습니다. 그는 철저한 회개를 통해서만 믿음이 얻어진다고 합니다. 회개 없는 믿음은 도적이요, 담 넘어 온 신자라고 합니다. 그러므로 그러한 신앙은 그의 설교에도 중심 내용이 되어있습니다.

### 3. 거룩한 신앙 중심
최정원 목사의 모든 설교는 종말론적 성결사상에 연결되어 있습니다. 즉, 정결한 처녀로서 기름을 준비하고 주의 재림을 기다리라는 것입니다. 그러므로 설교마다 죄를 회개하고 말씀 읽을 것과 기도생활을 반복해서 말합니다. 특히 성령세례를 강조합니다. 성령세례를 받아야 죄의 정욕을 완전히 소멸시킬 수 있기 때문입니다. 이런 점에서는 칼빈보다 웨슬레에 가깝다고 할 수 있습니다. 누구든지 죄를 철저히 회개하고 예수 속죄공로를 믿으면 구원을 얻는 것이지만 속에서 올라오는 죄의 정욕을 완전히 소멸시키려면 별도로 성령의 세례를 받아야한다고 강조합니다. 최정원 목사가 말하는 성령의 세례는 흔히 유행하는 방언이나 은사에 속한 것이 아니라, 세례요한이 광야에서 말한 것과 같이, 성령과 불로 태워 없애는 불세례에 속하는 것입니다. 그러나 사도들이 성경을 배운 것은 3년 반을 배웠고, 성령 받을 때 기도는 열흘 기도해서 받은 것처럼 성령세례는 반드시 먼저 충만한 말씀이 저장되어야 함을 강조합니다. 따라서 최정원 목사의 설교는 항상 맨 먼저가 회개, 두 번째가 말씀, 세 번째가 기도입니다.

### 4. 말대로 이루어지는 설교
이것이야말로 다른 사람이 가장 흉내낼 수 없는, 오직 최정원 목사만이 가진 권위라고 할 수 있습니다. 그의 설교는 단순히 말로서 그치는 것이 아닙니다. 사무엘의 모든 말이 한 톨도 헛되이 땅에 떨어지지 않았던 것과 같이 최정원 목사의 입에서 나오는 모든 말은 마치 하나님의 말씀과 같은 권위가 있습니다. 그의 말은 사람의 말이면서도 사람의 말에서 그치지 않습니다. 그가 무슨 말을 하든지, ‘될 것이라’ 하면 되어지고 ‘안될 것이라’ 하면 안되어집니다. 틀리는 법이 없었습니다. 평소의 일상적인 말의 권위가 그러하므로 설교에서 한 말의 권위는 더욱 위엄이 있었습니다. 그의 입은 선지자의 입과 같은 권위가 있었습니다. 그러므로 그의 설교는 어느 한 낱말도 무시할 수 없는 신적인 권위를 가지고 있습니다.

## 저서
- ‘하나님의 최대은사’,
- ‘참 구원의 길’,
- ‘유다서(정통과 이단)’,
- ‘성탄을 통해 본 하나님’외 다수의 성서강해집

## 참고문헌
- 전희철, "최정원 목사와그의 설교", 영적거장들의 설교, 안명준외 (홀리북클럽, 2023), 1015-1036
- 성결교회 인물전 제13집, 최정원외
- 최정원 목사와 인터뷰 내용, 2023년 12월 19일